# Marché aux poissons de Toyosu
Le marché aux poissons de Toyosu (豊洲市場, Toyosu Shijō) est le principal marché aux poissons de Tokyo au Japon. Ouvert en 2018, il a remplacé le marché aux poissons de Tsukiji. À son ouverture, il est devenu le plus grand marché de gros au poisson au monde.

## Histoire
Le marché aux poissons de Tsukiji, ouvert en 1935 et devenu une attraction touristique importante, doit être fermé et déplacé dans des installations plus modernes en novembre 2016. Sa fermeture est cependant reportée car le nouveau site, construit dans le quartier de Toyosu pour 588 milliards de yens, est dangereusement pollué. Le nouveau marché ouvre finalement le 11 octobre 2018 après le nettoyage de la zone,.
Le 4 janvier 2019, lors de la première vente de l'année, un thon de 278 kg atteint le prix de 333,6 millions de yens, soit plus de deux fois le record du marché de Tsukiji. Le 5 janvier 2021, le poisson le plus cher est vendu seulement 20,84 millions de yens (environ 165 000 euros) au grossiste Yukitaka Yamaguchi, et non à Kiyoshi Kimura, patron de la chaîne de restaurants Sushizanmai et habituel acquéreur record, qui a voulu faire preuve de retenue en cette période de pandémie de coronavirus.

## Présentation
Le nouveau marché est installé au sein d'un complexe ultra-moderne, permettant d’assurer la stérilité et la bonne hygiène des poissons. Ceux-ci sont vendus à travers deux marchés : l'un pour la vente aux enchères, l'autre pour la vente en gros. Un troisième bâtiment est destiné aux primeurs. Une quarantaine d'étals, la plupart étant situés au-dessus du marché, sont accessibles aux visiteurs. Le nouveau complexe comprend également un toit-terrasse de grande taille, doté d’une pelouse.
À la différence du marché de Tsukiji, le public ne peut pas assister à la criée au milieu des acheteurs. À Toyosu, le visiteur peut observer la scène à partir de salles situées en hauteur ou, sur inscription, depuis une salle située au même niveau mais séparée de la vente aux enchères par une vitre.